# 岡部正綱
岡部正綱（天文11年（1542）－天正11年（1583））戰國時代－安土桃山時代武將。今川氏、武田氏、德川氏重臣。別名貞幸、次郎右衛門。岡部元信長兄。
年少時的正綱和德川家康一樣是今川義元在駿府城的人質。岡部家對於家康在日常生活方面幫助不少，使義元在所有重臣中對此記憶深刻。
最初仕宦於今川家，16歲時初陣就獲得2顆首級而馳名。之後不久，武田信玄對駿河展開侵略。在駿河陷落後，正綱仍然頑強抵抗。今川家滅亡，信玄對於正綱武功評價很高：「千軍易得，一將難求（万の兵士を得るのは容易だが、ひとりの将を得るのは難しい）」，正綱即改出仕武田氏。
成為武田家家臣後，在多數戰役上如三方原之戰都表現活躍。天正9年（1581）高天神城之戰，弟弟元信戰死，被迫成為德川氏家臣。天正10年（1582）在織田信長死後開始的天正壬午之亂幫助家康調和武田遺臣，對於平定甲斐頗為盡力。
對於正綱死因說法不一，概約兩種：⒈因戰傷醫治不好而死。⒉在調和平息武田遺臣時，數次被武田遺臣催促參加酒宴，造成飲酒過量引發急性酒精中毒而死。
1. ↑  柴裕之「德川氏的甲斐國中領支配及其特質」『戰國・織豊期大名德川氏的領國支配』岩田書院、2014年